# Pantelimon de Jos, Constanța
Pantelimon de Jos este un sat în comuna Pantelimon din județul Constanța, Dobrogea, România. Se află în partea de nord a județului,  în Podișul Casimcei. La recensământul din 2002 avea o populație de 281 locuitori.